# Mirco Gualdi
Mirco Gualdi (nascido em 7 de julho de 1968) é um ex-ciclista italiano que participava em competições de ciclismo de estrada. Ele competiu em cinco edições do Giro d'Italia. Também participou nos Jogos Olímpicos de 1992 em Barcelona, na Espanha, onde terminou em 71º lugar na prova de estrada, competindo individualmente pela Itália.